# Antígona

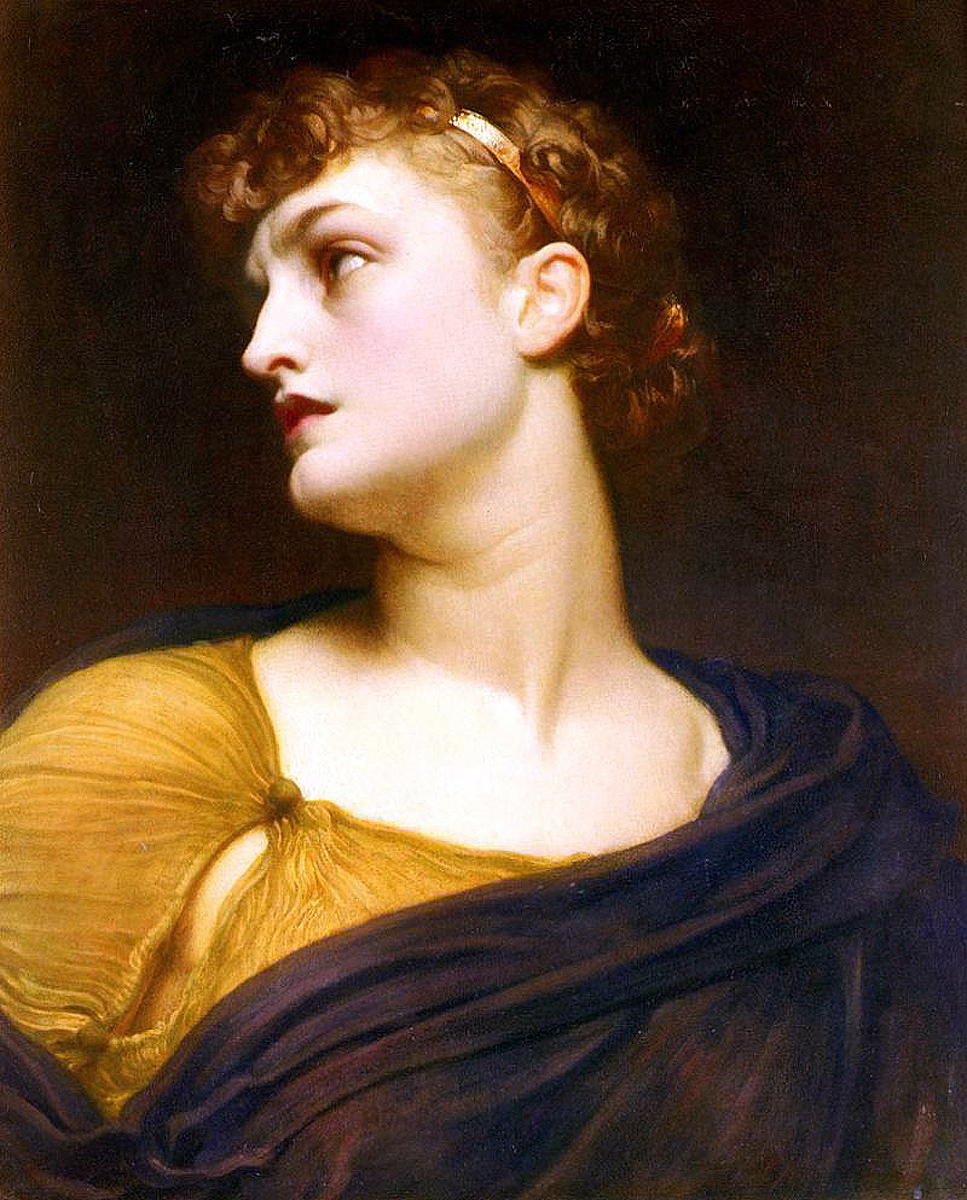
Antígona em Óleo sobre Tela por Frederic Leighton (1830–1896).

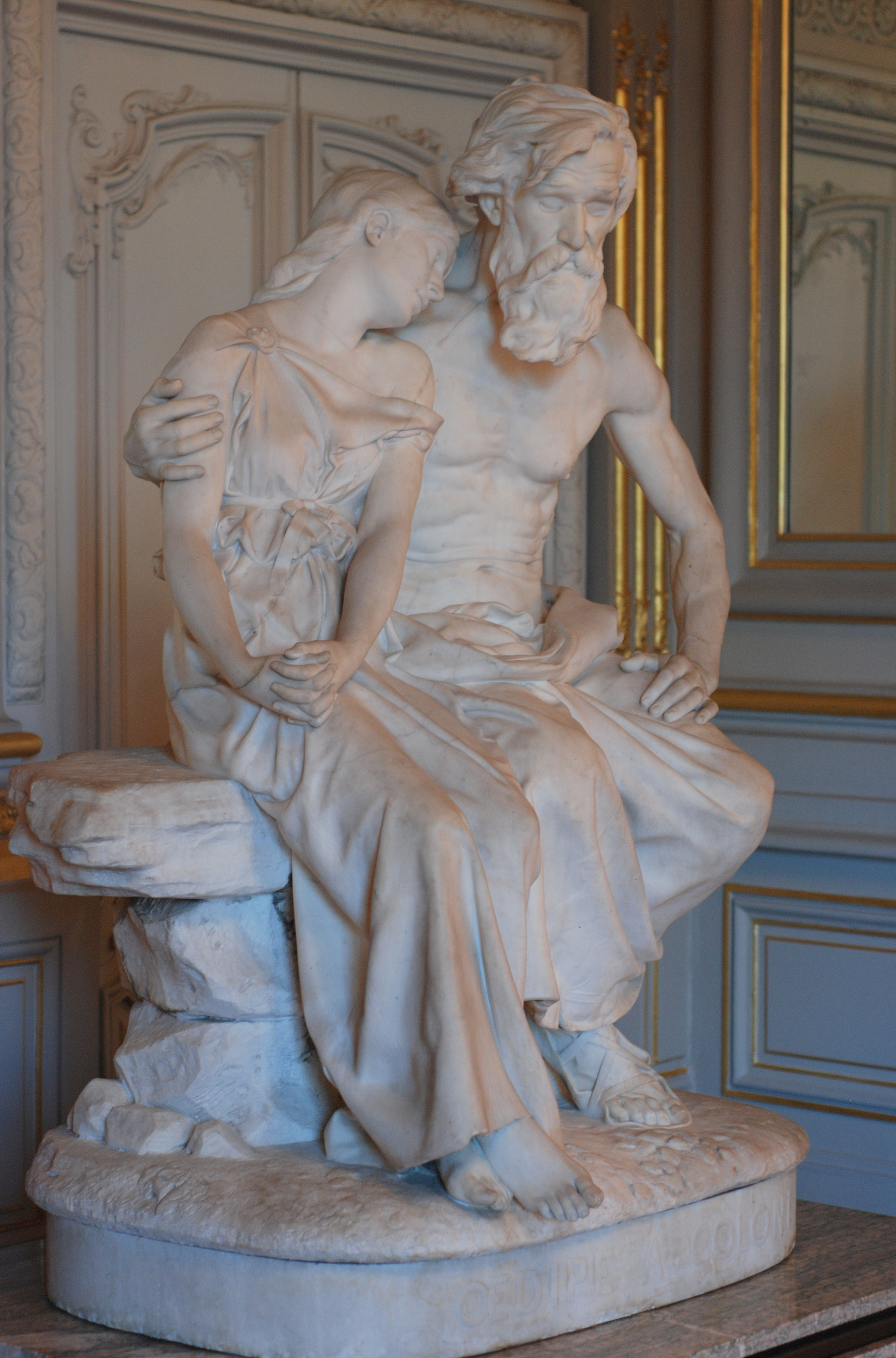
Édipo e Antígona (Jean-Baptiste Hugues, 1885).

Antígona (em grego Ἀντιγόνη) é uma figura da mitologia grega, irmã de Ismênia, Polinice e Etéocles, todos filhos do casamento incestuoso de Édipo e Jocasta. Em uma outra versão, a mãe dos filhos de Édipo se chamava Eurigania, filha de Híperfas.
A versão clássica do mito sobre a Antígona é descrita na obra Antígona do dramaturgo grego Sófocles, um dos mais importantes escritores de tragédia. Esta obra é uma das três que compõe o que ficou conhecido como Trilogia Tebana, da qual também fazem parte Édipo Rei e Édipo em Colono. Essas três peças foram unidas posteriormente, e não faziam parte da mesma trilogia quando Sófocle as escreveu. Na verdade, cada uma era parte de uma trilogia diferente, mas apenas essas três peças chegaram aos dias de hoje[carece de fontes?].
Filha de Édipo e Jocasta, que tinham mais três filhos, Etéocles, Ismênia e Polinice. Foi um exemplo tão belo de amor fraternal quanto Alcestes foi do amor conjugal. Foi a única filha que não abandonou Édipo quando este foi expulso de seu reino, Tebas, pelos seus dois filhos. Seu irmão, Polinice, tentou convencê-la a não partir do reino, enquanto Etéocles ficou indiferente com sua partida. Antígona acompanhou o pai em seu exílio até sua morte. Quando voltou a Tebas, seus irmãos brigavam pelo trono.
Polinice se casa com Argia,  a filha mais velha de Adrasto, rei de Argos, e junto dele arma um ataque contra Tebas, que é chamado de expedição dos "Sete contra Tebas" no qual Anfiarau prevê que ninguém sobreviveria, somente o rei de Argos. Como a guerra não levou a lugar nenhum os dois irmãos decidem disputar o trono com um combate singular, no qual ambos morrem. Creonte, tio deles, herda o trono, faz uma sepultura com todas as honras para Etéocles, e deixa Polinice onde caiu, para que o cadáver ficasse exposto à putrefação e a dilaceração, proibindo qualquer um de enterrá-lo sob pena de morte. Antígona, indignada, tenta convencer o novo rei a enterrá-lo, pois quem morresse sem os rituais fúnebres seria condenado a vagar cem anos nas margens do rio que levava ao mundo dos mortos, sem poder ir para o outro lado. Não se conformando ela rouba o cadáver insepulto que estava sendo vigiado, e tenta enterrar Polinice com as próprias mãos, mas é presa enquanto o fazia.

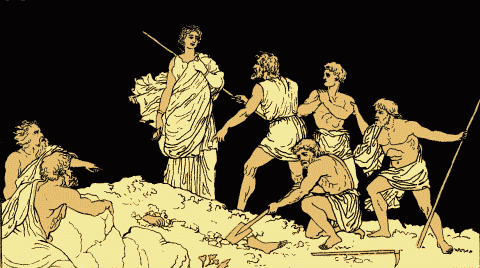
Antígona

Na versão de Sófocles, Creonte manda que ela seja enterrada viva. Sua irmã Ismênia tenta defendê-la e se oferece para morrer em seu lugar, algo que Antígona não aceita, e Hêmon, seu noivo e filho de Creonte, não conseguindo salvá-la, comete suicídio. Ao saber que seu filho havia suicidado, Eurídice, mulher de Creonte, também se mata.
Na versão de Higino, Antígona e Argia, respectivamente irmã e esposa de Polinice, secretamente colocaram seu corpo na pira onde seria queimado o corpo de Etéocles. Elas foram vistas pelos guardas, mas Argia consegue escapar.
Creonte encarregou seu filho Hémon, noivo de Antígona, de executá-la, mas ele, secretamente, a entregou aos pastores. Anos mais tarde, quando o filho dos dois retornou a Tebas para participar de jogos, Creonte reconheceu no corpo do neto a marca dos descendentes do Dragão de Ares.
Héracles implorou a Creonte para perdoar o filho, sem sucesso. Hémon se matou, e matou Antígona. Creonte então casou sua filha Mégara com Héracles, e desta união nasceram Terímaco e Ofites.